# Uilenestermaar
Het Uilenestermaar is een 2 km lang kanaal (maar) in de provincie Groningen.
Het water begint bij de weg van Kruisweg (Leensterweg) naar Leens (Breekweg) en mondt uit in Molenrijgstermaar. Het maar vormt de afvoer van het gebied ten noorden van Hornhuizen en ten zuiden van de zeedijk, met name de gebieden van de Zevenboeren- en de Julianapolder. In de zomer wordt het ook gebruikt voor de toevoer van zoetwater voor de verbetering van de landbouwgronden waar veel zoute kwel naar boven komt.
Het maar is een van de oorspronkelijke vertakkingen van de delta van de Hunze.
Over het kanaal ligt een fietsbrug in het pad tussen Kloosterburen en Grijssloot. De brug bij de uitmonding, de Bakboordstil, werd tijdens de ruilverkaveling De Marne afgebroken.

## Naam
De naam verwijst naar Kruisweg dat voor 1923 bekendstond als Uilenest.
Het maar stond ook bekend als de Hakkevoortstocht of de Bakboordstocht. De laatste naam verwijst naar de vaarrichting (bakboord of linksaf) als men vanaf het Molenrijgstermaar het kanaal in wilde varen.